# Stephanuskirche (Kastron Mefaa)

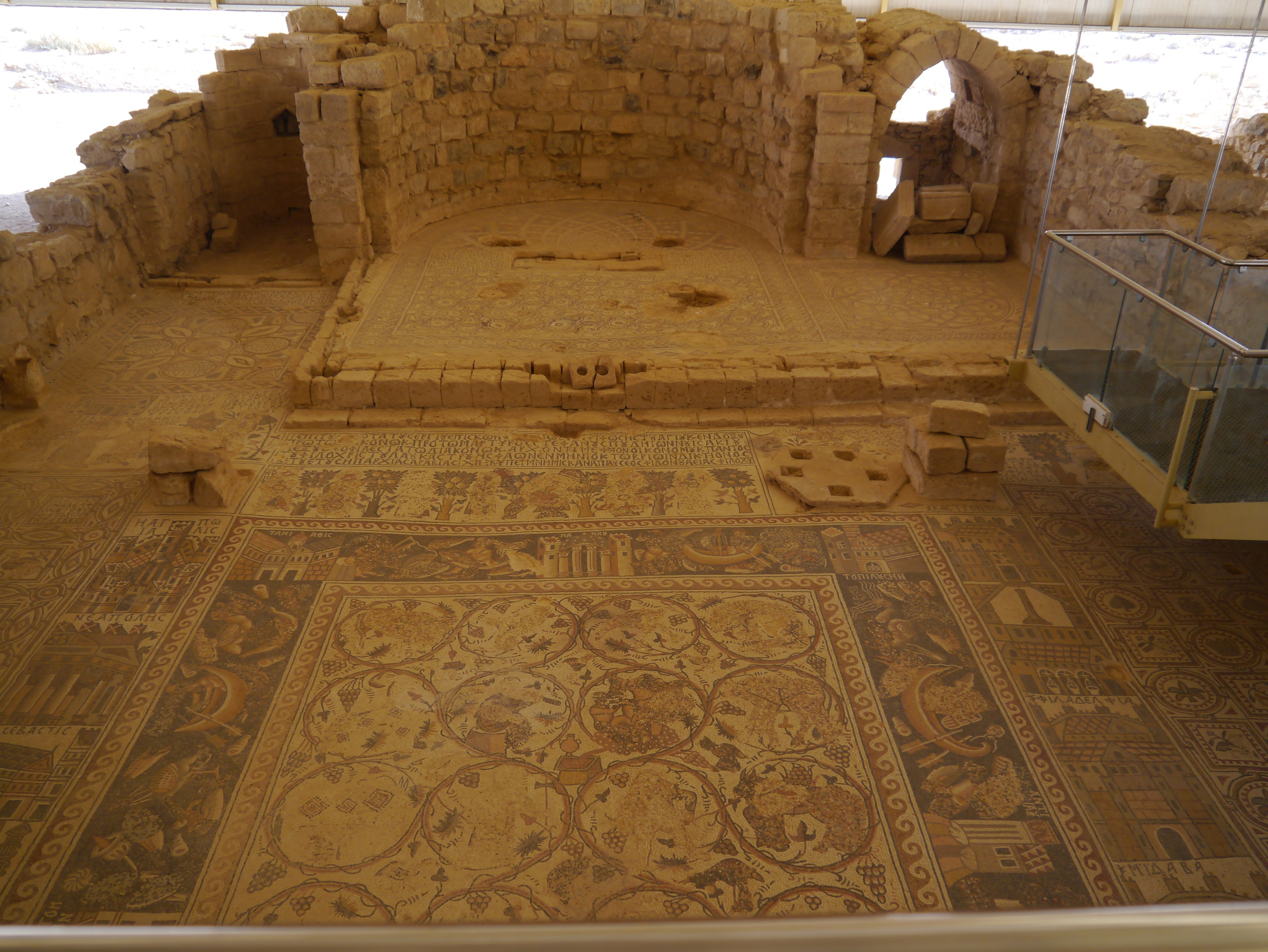
Altarraum und östliches Mittelschiff der Stephanuskirche. Links außen beginnt die Reihe der Städtevignetten mit Jerusalem, rechts außen – gut erkennbar an der Säule – mit Kastron Mefaa, „ranggleich mit Jerusalem“

Die Stephanuskirche von Kastron Mefaa gehört zum jordanischen UNESCO-Weltkulturerbe Archäologische Stätte Umm er-Rasas – Kastron Mefaa. Die Ausgrabungen des Kirchenkomplexes im heutigen Umm er-Rasas dauerten von 1986 bis 2006 und standen unter der Leitung des Christlichen Archäologen Michele Piccirillo (1944–2008).

## Name
Der antike Ortsname, der den ursprünglichen militärischen Charakter der Siedlung charakterisiert, ist in seiner ältesten Überlieferungsform durch das Onomastikon der biblischen Ortsnamen des Eusebius als Standort einer römischen Garnison belegt und mit Μηφαάθ und Μωφάθ benannt, wurde durch Hieronymus, der eine lateinische Transkription der Texte vornahm, mit Mefaath beziehungsweise Mofath übersetzt. Auch die Notitia Dignitatum Orientis kennt Mefa als eine römische Kavalleriegarnison um 400 n. Chr. Des Weiteren ist der Name durch vier Inschriften auf Mosaikfußböden in Kirchen dieser Siedlung als Kastron Mefaa oder auch Mephaon gesichert. Zudem repräsentiert vermutlich das im Alten Testament bei Josua 13:18 und 21:37 sowie bei Jeremia 48:21 erwähnte Mefaat (auch Mephaat, Mefa'at, Mepha'at), den Ort. Den Zusammenhang zwischen den historischen Ortsnamen und dem eigentlichen Fundort herzustellen gelang erst Piccirillo mit seinen Ausgrabungen.

## Baubeschreibung
Gemeinsam mit der Sergioskirche, der sogenannten Hofkirche und einer gepflasterten Kapelle bildete die Stephanuskirche „ein liturgisches und klösterliches Ensemble“. Es war typisch für Kastron Mefaa, dass die Kirchen in der Mitte einer Gebäudegruppe lagen, zu der beispielsweise Weinpressen gehörten. Das deutet darauf hin, dass sie mit Klöstern verbunden waren.
Der teilweise mit wesentlich älterem Spolienmaterial errichtete Gebäudekomplex befindet sich in der Neustadt von Kastron Mefaa, die im 7./8. Jahrhundert infolge des Bevölkerungswachstums nördlich der Stadtmauern angelegt und ebenfalls befestigt wurde.
Die Stephanuskirche war eine dreischiffige Basilika auf einer Grundfläche von 13,5 × 24 Metern.
Zwei Inschriften in der Stephanus-Basilika sind wahrscheinlich so zu interpretieren, dass die Kirche im Jahr 718 erbaut und 756 (also in frühabbassidischer Zeit) mit dem Mosaikfußboden geschmückt wurde, der heute das Hauptinteresse auf sich zieht.

„Unter dem äußerst heiligen Bischof Sergios wurde vollendet das Mosaik des heiligen und berühmten [Heiligtums des] Protodiakons und Protomärtyrers Stephanus, durch den Eifer von Johannes, Sohn des Isakios, Sohn des Lexos, des äußerst gottgeliebten Diakons und Archons der Mefaoniter [und] Oikonomos, und des ganzen christusliebenden Volkes von Kastron Mefaa, im Monat Oktober, 2. Indiktion, im Jahr der Provinz Arabia 680; und zum Gedenken und zur ewigen Ruhe für den christusliebenden Phidos, Sohn des Aias.“

## Ikonoklasmus
Bis in die zweite Hälfte des 8. Jahrhunderts gab es in Kastron Mefaa eine florierende christliche Gemeinde, die zur Diözese von Madaba gehörte. Während einiges für stabile Lebensverhältnisse spricht, wurden zur gleichen Zeit die Mosaiken in den Kirchen von Ikonoklasten beschädigt. Hierfür wird in der Regel ein religiös untermauerter Dynastienwechsel der herrschenden islamischen Gesellschaftsschicht verantwortlich gemacht. Während die Umayyaden (661–750) für einen offenen Umgang mit den christlichen Gemeinden standen, kam es nach einem von konservativen islamischen Kräfte angetriebenen gewaltsamen Machtwechsel zur Gründung des Abbasiden-Kalifats. Die dadurch eingeleitete kulturelle und geistige Transformation lässt sich auch im archäologischen Kontext von Kastron Mefaa nachweisen, da ab 750 n. Chr. äußerst einheitliche Keramiktypologien existieren, die aus der späten Umayyaden- in die frühe Abbasidenzeit leiten. In Transjordanien griff nun das Bilderverbot im Islam. Einige Autoren können sich auch Konflikten innerhalb der christlichen Gemeinde vorstellen, So besteht eine zeitliche Nähe zum Konzil von Hiereia (754), einem Höhepunkt des byzantinischen Bilderstreits. Die Beschlüsse des Konzils scheinen jedoch kein hartes Vorgehen gegen Bilderverehrer zur Folge gehabt zu haben, denn Vandalismus gegen kirchliche Einrichtungen wurde explizit untersagt.
Die Ikonoklasten gingen bei der Zerstörung von Mosaiken in Kastron Mefaa selektiv, aber uneinheitlich vor: Die Darstellungen von Menschen sollten wohl alle beseitigt werden und auch vor den Tierdarstellungen machte der Bildersturm meist nicht halt. Bei vielen Fischen wurde zumindest der Kopf entfernt und bei etlichen Tintenfischen die Augen getilgt. Aus unbekannten Gründen überlebte auch eine einzige, singuläre menschliche Darstellung die Zerstörungen. Zudem blieben Inschriften, Pflanzenmotive und Architekturdarstellungen unangetastet. Das erklärt den heutigen Zustand des Bodenmosaiks.

## Mosaikfußboden und Städtevignetten

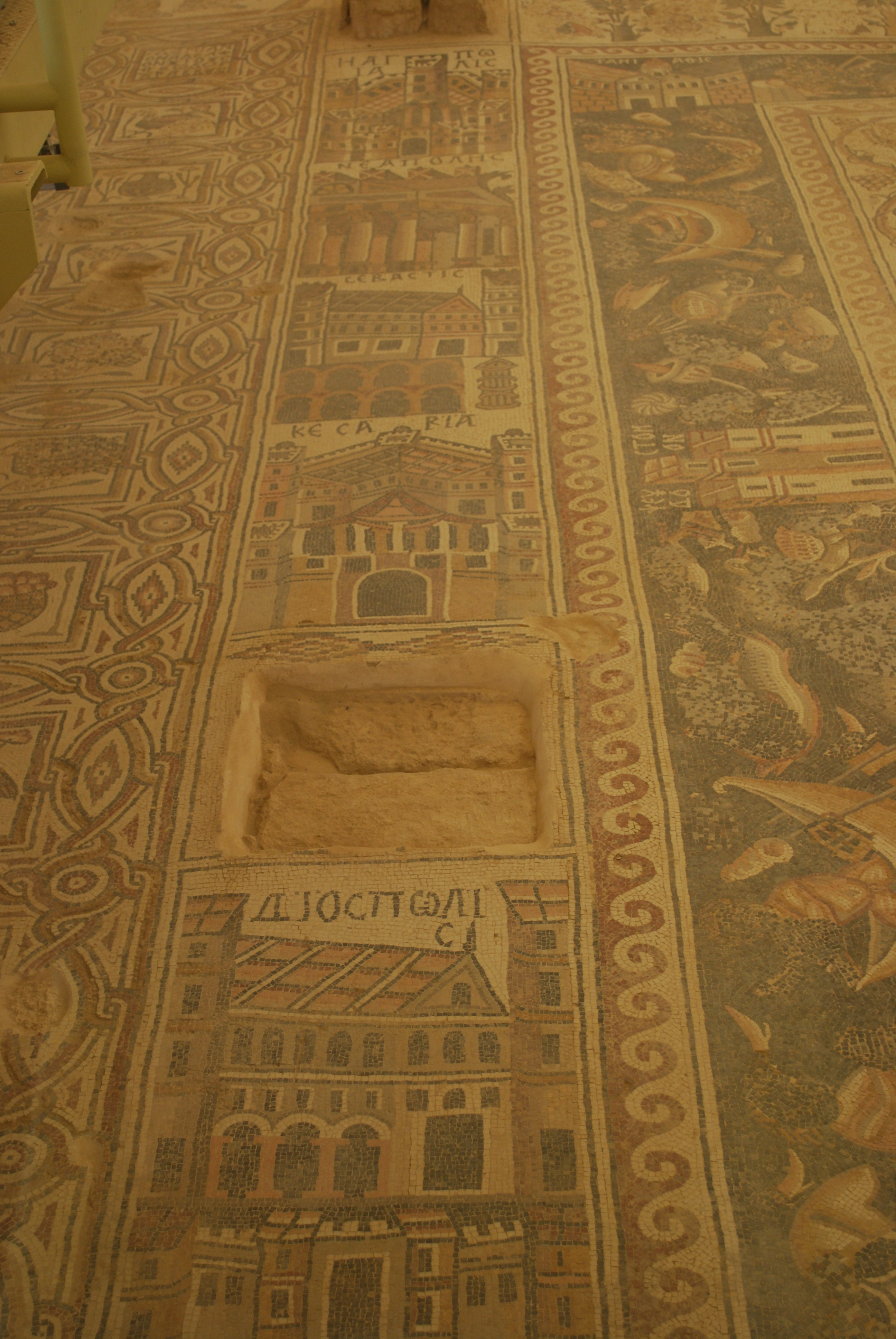
Städte des Westjordanlandes, von oben nach unten: Jerusalem, Neapolis, Sebastis, Kesaria, Diospolis

Der Boden ist vollständig mit Mosaiken ausgelegt. Den Inschriften ist zu entnehmen, dass hier zwei Teams von Mosaizisten arbeiteten. Staurachios von Zada aus Heschbon und sein Mitarbeiter Euremios legten geometrische Mosaiken in den Seitenschiffen und Apsiden. Die Mosaizisten des Mittelschiffs dagegen blieben bewusst anonym: „O Herr, gedenke deiner Diener der Mosaizisten, deren Namen du kennst.“
Der Mosaikteppich des Mittelschiffs zeigt im Zentrum einen „bewohnten“ Weinstock, dessen einzelne Motive stark zerstört wurden. Um dieses Bildfeld legt sich ein doppelter Rahmen, der gut erhalten ist. Der innere Rahmen zeigt nilotische Szenen, darin eingefügt zehn ägyptische Städtevignetten. Der äußere Rahmen bietet eine Abfolge von Städtevignetten des West- und Ostjordanlandes. Alle sind durch griechische Beischriften identifiziert.
Die Mosaizisten waren geographisch gut informiert: Ausgehend von Jerusalem (Beischrift: Hagia Polis), blickt der Betrachter zunächst nach Norden (Neapolis, Sebastis), und erreicht bei Caesarea (Kesaria) die Küste, dann folgen die Etappenorte auf dem Weg südwärts nach Ägypten: Diospolis, Eleutheropolis, Askalon und Gaza.

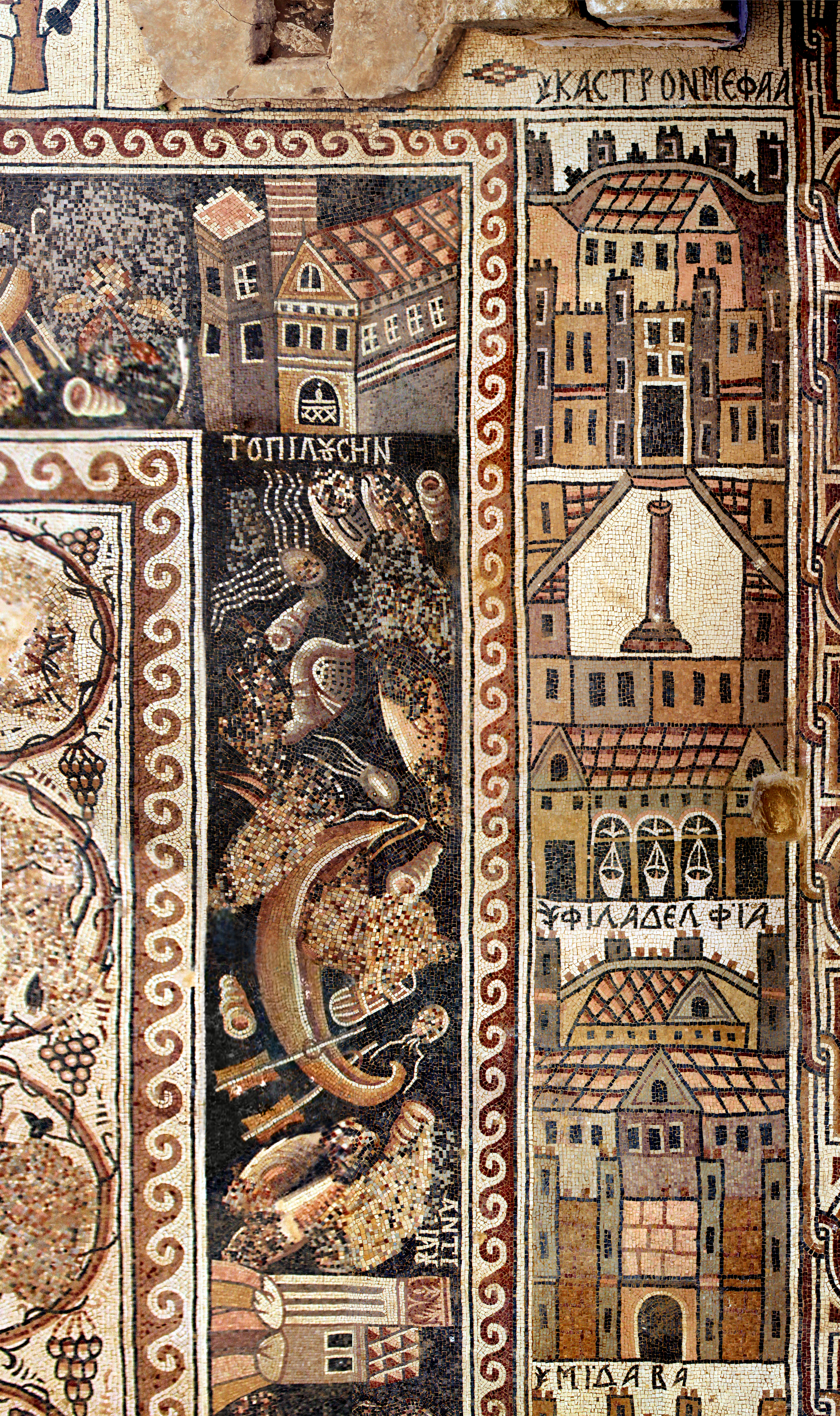
Die Stadtvignette von Kastron Mefaa im oberen Bildfeld rechts. Die Zerstörungen sind gut zu sehen. Die Personen in den Booten sind ebenso getilgt, wie teilweise die Fische. Einige Tintenfische sind unbeschädigt, bei manchen Fischen fehlt lediglich der Kopf

Der gegenüberliegende Streifen von Städtevignetten verbleibt im Ostjordanland und geht von Kastron Mefaa aus, das größer dargestellt ist als Jerusalem. Die Stadtvignette zeigt die zwei Teile der Stadt: das Kastell und die Neustadt, dazwischen eine (nicht mehr existente) Säule. In der sogenannten Kirche der Löwen gibt es eine vergleichbare Darstellung der eigenen Stadt, wobei auf diesem Mosaik des 6. Jahrhunderts die Säule von einem Kreuz bekrönt ist.
Amman (Philadelphia) und Madaba (Midaba), die größte und die zweitgrößte Stadt der Region, werden als Nächstes vorgestellt. Es folgen Heschbon (Esbounta). Ma'in (Elemounta), Rabba (Aeropolis), Kerak (Charachmoba). Mit Diblaton und Limbon präsentiert das Mosaik zwei unbedeutende Orte. Beide sind aber durch Stifterinschriften mit der Stephanuskirche von Kastron Mefaa verbunden:
- Der in der Bibel genannte Ort Diblatajim ist nicht sicher lokalisierbar, befand sich aber in der Nähe des Berges Nebo und damit auch in der Nachbarschaft von Kastron Mefaa.
- Der Ortsname Limbon wurde „Limvon“ ausgesprochen und ist wahrscheinlich gleich mit Livias am Fuß des Berges Nebo, einem Nachbarort von Kastron Mefaa.

In der Motivwahl wie auch in der Auswahl der Orte zeigt der Mosaikteppich von Kastron Mefaa eine auffällige Ähnlichkeit mit der Mosaikkarte von Madaba. Doch werden die einzelnen Städte ganz anders dargestellt. Die Frage, wie realistisch die Details der einzelnen Vignetten sind, wird unterschiedlich beantwortet, doch Skepsis überwiegt. Nach Stephan Westphalen sind die Stadtvignetten eine „Retrospektive auf vergangene Zeiten … ein später Beleg für die kontinuierliche Wirkung spätantiker Bildvorstellungen von einer Stadt“.

### Einzelstudien
- Michele Piccirillo: La Chiesa della Tabula Ansata a Umm al-Rasas – Kastron Mefaa. In: Liber Annuus 53 (2003), S. 285–324.
- Michele Piccirillo, Eugenio Alliata (Hrsg.): Umm al-Rasas Mayfa‘ah I. Gli scavi del complesso di Santo Stefano (= Collectio Maior 28), Studium Biblicum Franciscanum, Jerusalem 1994.
- Michele Piccirillo: Kastron Mefaa (Umm er-Rasas). Mosaic inscriptions from the Churches of St. Stephanos and of Bishop Sergios, late 6th-8th cent. A.D. In: Supplementum Epigraphicum Graecum 37 (1988), S. 1552–1611.
- Michele Piccirillo: The Mosaics at Um er-Rasas in Jordan. In: Biblical Archaeologist 51, 4 (1988), S. 208–213.
- Michele Piccirillo: The Complex of Saint Stephen at Umm er-Rasas-Kastron Mefaa. First Campaign, August 1986. In: Annual of Department of Antiquities of Jordan 30, (1986), S. 341–351.

### Allgemein
- Glenn Warren Bowersock: Mosaics as History. The Near East from Late Antiquity to Islam. Harvard University Press, 2006, ISBN 0-674-02292-0.
- Karen C. Britt: Through a Glass Brightly. Christian Communities in Palestine and Arabia During the Early Islamic Period. In: Gharipour Mohammad (Hrsg.): Sacred Precincts: The Religious Architecture of Non-Muslim Communities across the Islamic world. Brill, Leiden 2015, ISBN 978-90-04-27906-3, S. 259–276.
- Dirk Kinet: Jordanien. W. Kohlhammer, Stuttgart/ Berlin/ Köln 1992, ISBN 3-17-010807-7.
- Johannes Pahlitzsch: Christliche Stiftungen in Syrien und im Irak im 7. und 8. Jahrhundert als ein Element der Kontinuität zwischen Spätantike und Frühislam. In: Astrid Meier, Johannes Pahlitzsch, Lucian Reinfandt (Hrsg.): Islamische Stiftungen zwischen juristischer Norm und sozialer Praxis. Akademieverlag, Berlin 2009, ISBN 978-3-05-004612-9, S. 39–54.
- Stephan Westphalen: „Niedergang oder Wandel?“ – Die spätantiken Städte in Syrien und Palästina aus archäologischer Sicht. In: Jens-Uwe Krause (Hrsg.): Die Stadt in der Spätantike: Niedergang oder Wandel? Franz Steiner Verlag, Stuttgart 2006, ISBN 3-515-08810-5, S. 181–198.